# Саммер (озеро)
Са́ммер (англ. Summer Lake, рус. Летнее озеро) — очень мелкое щелочное сверхэвтрофицированное бессточное озеро в округе Лейк, штат Орегон, США.

## Описание
Расположено непосредственно у границ национального леса Фримонт—Уинема, но не входит в его состав. Чуть севернее озера организован одноимённый заповедник. В восьми километрах севернее озера находится одноимённое поселение. Вдоль западного берега озера проходит шоссе 31. Полный цикл обновления воды в озере составляет 3,5 года, при среднем показателе по миру 16 лет. Озеро Саммер имеет форму овала, вытянутого по линии север—юг. При максимальном уровне заполнения водой достигает размера 24,1 на 8 километров, площади около 153,8 км², но даже при этом его глубина нигде не превышает 2,1 метров, а в засушливые периоды оно почти полностью пересыхает: это происходит с 1923 года, когда воды единственной реки, впадающей в озеро, — Ана (расход воды в месте впадения в Саммер всего 2,5 м³/сек.) — начали отбирать для ирригации. Воды Саммера содержат очень большое количество фосфора: 6,4 мг/л, также много хлорофилла, а вот кальция и магния меньше, чем в типичных озёрах (измерения 1982 года).
На озере и по его берегам обитают более 250 видов птиц, в том числе белоголовый орлан, канадская казарка, очковая каравайка, желтоголовый трупиал, ястреб-тетеревятник, дрозд-отшельник, краснохвостый сарыч, большая голубая цапля, много видов уток.
Над озером регулярно возникают пылевые бури со скоростью ветра до 97 км/ч. Например, буря над Саммером 6 февраля 2015 года распространилась на 800 километров на север и северо-восток и вызвала белёсый содовый «грязевой дождь» над минимум 15 городами (в том числе над Споканом и Хермистоном) трёх штатов.

## История
Озеро Саммер является одним из следов существовавшего здесь огромного озера Чеуаукан, которое достигало площади 1190 км² и глубины 114 метров, а появилось в связи с таянием гигантских массивов льда, оставшихся после последнего ледникового периода. Самые ранние свидетельства обитания людей по берегам Саммера археологи относят к 9-му тысячелетию до нашей эры. Официально озеро было открыто 16 декабря 1843 года исследователем Джоном Фримонтом.